# Carmen Pereira
Carmen Pereira (Bissau, 22 de setembre de 1936 – Bissau, 4 de juny de 2016) va ser una política de Guinea Bissau. Va servir tres dies com a presidenta en funcions el 1984, convertint-se en la primera dona en aquest paper a l'Àfrica i l'única en la història de Guinea Bissau. Ha tingut el mandat més curt com a presidenta en funcions, servint només tres dies en el càrrec. Va morir a Bissau el 4 de juny de 2016.

## Primers anys
Carmen Pereira era la filla d'un dels pocs advocats africans a la llavors colònia portuguesa. Es va casar molt joveneta, i tant ella com el seu marit es va involucrar en la Guerra d'independència de Guinea Bissau contra Portugal després de l'onada de descolonització de 1958-1961 que va alliberar els veïns de Guinea Bissau del domini europeu.

## Lluita per la independència
La implicació política de Carmen Pereira començà el 1962, quan ingressà en el Partit Africà per la Independència de Guinea i Cap Verd (PAIGC), un moviment revolucionari que reclamava la independència de Portugal de les dues colònies d'Àfrica Occidental. Pereira i seu marit eren actius en el partit. En 1966, el Comitè Central del PAIGC va començar a mobilitzar les dones en peu d'igualtat com els homes, i Pereira esdevingué líder en el moviment polític i una de les persones claus en la lluita independentista. Encara que poques dones van lluitar en la línia de front, el PAIGC va buscar una millor igualtat de gènere en una societat amb papers sexuals fortament definits. Altres líders femenines que emergiren d'aquest esforç del PAIGC incloïa Teodora Gomes i la llegendària, Titina Silla, que fou assassinada per les forces colonials. En aquest ambient Carmen Pereira esdevingué una líder política d'alt nivell i delegada a l'Organització Panafricana de Dones d'Algèria. Es va veure obligada exiliar-se i va viure un temps al Senegal abans d'anar a estudiar medicina a la Unió Soviètica.

## Càrrecs polítics
Més tard, al seu retorn a Guinea Bissau, va ser elegida vicepresidenta de l'Assemblea Popular Nacional entre 1973 a 1984. De 1975 a 1980 va ser presidenta del Parlament de Cap Verd i Guinea-Bissau. De 1981 a 1983 Pereira va ser ministra de la Salut i Afers Socials de Guinea-Bissau.
En 1984 fou elegida novament per a la presidència de l'Assemblea Nacional de Guinea Bissau, càrrec que va deixar el 1989 per a ser membre del Consell d'Estat. Com a presidenta de l'Assemblea Nacional, va assumir el càrrec de President de Guinea Bissau en el període de 14 a 16 de maig de 1984 quan es va aprovar una nova constitució. Pereira actuà com a membre del Consell d'Estat de 1989 a 1990, i va ser ministra d'Estat per als Afers Socials de 1990 a 1991. Per acabar, va ser Viceprimera Ministra de Guinea-Bissau fins a 1992, quan fou destituïda per Vieira.